# Dysphania subalbata
Dysphania subalbata är en fjärilsart som beskrevs av W. Warren 1902. Dysphania subalbata ingår i släktet Dysphania och familjen mätare. Inga underarter finns listade i Catalogue of Life.